# Kochova krivulja
Kochova krivulja i Kochova pahuljica su jedne od prvih opisanih fraktalnih krivulja. Predstavio ju je švedski matematičar Niels Fabian Helge von Koch 1904. godine. To je jedan od najpoznatijih fraktala koji se često koristi kao reprezentativni primjer. Razlika između krivulje i pahuljice je u tome što se kod krivulje počinje s dužinom, a kod pahuljice s jednakostraničnim trokutom. Topološka dimenzija im je 1, a fraktalna {\displaystyle {\frac {\log 4}{\log 3}}\approx 1.2619}.

## Kochova krivulja

### Konstrukcija
Krećemo od dužine (nulta iteracija) koju podijelimo na tri jednaka segmenta. Na srednji segment dodamo još dvije dužine jednakih duljina (1/3 duljine prvobitne dužine) tako da zajedno sa srednjim segmentom tvore jednakostranični trokut. Nakon toga uklonimo srednji segment. Sada imamo četiri dužine jednakih duljina i to nazivamo prvom iteracijom. Drugu iteraciju dobijemo tako da svaku od četiri dužine prve iteracije zamijenimo umanjenom verzijom cijele prve iteracije. Kochovom krivuljom nazivamo geometrijski lik koji nastane kad broj iteracija teži beskonačnosti. Skup točaka početne dužine koji ostane "na kraju" jednak je Cantorovom skupu.
Kochova se krivulja može konstruirati i koristeći Lindenmayerov sustav:
- Početak: F
- Pravilo: F → F + F - - F + F
- Značenje:
  - F = "crtaj naprijed"
  - + = "zakreni u smjeru kazaljke na satu za 60°"
  - - = "zakreni u smjeru suprotnom od smjera kazaljke na satu za 60°"

Dakle,
- nulta iteracija: F
- prva iteracija: F + F - - F + F
- druga iteracija: F + F - - F + F + F + F - - F + F - - F + F - - F + F + F + F - - F + F

itd.

### Duljina
Recimo da je duljina početne dužine 1m. Nakon prve iteracije, duljina krivulje je 4/3m jer imamo četiri dužine duljine 1/3m. Nakon druge iteracije, duljina je 16/9m. Matematičkom indukcijom dolazimo do opće formule L = (4/3)n, ako je n broj iteracija. Vidimo da duljina raste eksponencijalno te zaključujemo da duljina teži u beskonačno ako broj iteracija teži u beskonačno.

## Kochova pahuljica

### Konstrukcija
Kochova se pahuljica tvori na isti način, ali tako da se uzmu tri početne dužine i postave se tako da tvore jednakostranični trokut. Sa svakom od dužina učinimo isto što i s nultom iteracijom Kochove krivulje da bismo dobili prvu iteraciju.
U Lindemayerovom sustavu konstrukcija izgleda ovako:
- Početak: F + + F + + F
- Pravilo: F → F - F + + F - F
- Značenje:
  - F = "crtaj naprijed"
  - + = "zakreni u smjeru kazaljke na satu za 60°"
  - - = "zakreni u smjeru suprotnom od smjera kazaljke na satu za 60°"

Dakle,
- nulta iteracija: F + + F + + F
- prva iteracija: F - F + + F - F + + F - F + + F - F + + F - F + + F - F
- druga iteracija: F - F + + F - F - F - F + + F - F + + F - F + + F - F - F - F + + F - F + + F - F + + F - F - F - F + + F - F + + F - F + + F - F - F - F + + F - F + + F - F + + F - F - F - F + + F - F + + F - F + + F - F - F - F + + F - F

itd.

### Površina
Pošto je duljina Kochove krivulje beskonačna (odnosno, teži u beskonačno), i duljina Kochove pahuljice je beskonačna. No, njena je površina konačna. Uzmimo da je površina osnovnog trokuta 1. Jednostavnom podjelom trokuta vidimo da će manji trokuti u sljedećoj iteraciji imati devet puta manju površinu. Površina sva tri trokuta u prvoj iteraciji tada je 1/3 površine početnog trokuta. U sljedećoj iteraciji imamo 12 trokuta ukupne površine 4/27, a površina svih trokuta u sljedećoj iteraciji jest 16/243. Uočavamo da svi navedeni članovi osim prvog tvore geometrijski niz kvocijenta 4/9, čiji je zbroj:
{\displaystyle {\frac {1}{3}}+{\frac {4}{27}}+{\frac {16}{243}}+\cdots ={\frac {\frac {1}{3}}{1-{\frac {4}{9}}}}={\frac {3}{5}}}.
Dodamo li još površinu početnog trokuta (koja nije dio geometrijskog niza), dobivamo ukupnu površinu {\displaystyle {\frac {8}{5}}} površine početnog trokuta.

## Trodimenzionalni analogoni
Postoji nekoliko analogona Kochovoj krivulji i pahuljici u trodimenzionalnom prostoru. Analogon Kochovoj krivulji naziva se Kochova površina. Umjesto početne dužine uzima se kvadrat od kojeg se oduzima središnji kvadrat površine 1/9 početnog (a ne dužina duljine 1/3 početne) te se dodaje "krnja" kocka, a ne "krnji" trokut. Postupak se nastavlja s ostalih 13 kvadrata (8 na početnom kvadratu i još 5 na "krnjoj" kocki). Fraktalna dimenzija je {\displaystyle {\frac {\log 13}{\log 3}}\approx 2.3347}.
Zanimljiviji su analogoni Kochove pahuljice. Jedan je od načina da se krene od tetraedra. Svaki trokut tetraedra podijeli se na četiri jednaka trokuta (kao kod trokuta Sierpińskog) te se na srednji "nalijepi" još jedan tetraedar. Sada na svakoj strani početnog tetraedra imamo šest novih trokuta s kojima ponavljamo postupak. Fraktalna je dimenzija {\displaystyle {\frac {\log 6}{\log 2}}\approx 2.58496}. Osim ove, postoje i analogije s kuglama (odnosno sferama). No, u tim je analogijama broj kugli koji se svaki put "prilijepi" za početnu proizvoljan pa je nemoguće izračunati općenitu vrijednost fraktalne dimenzije. Naravno, i Kochova se površina može načiniti koristeći analogije spomenute za analogon Kochove pahuljice, i obrnuto.